# سيف الأمازون المفترش
سيف الأمازون المفترش (الاسم العلمي:Echinodorus decumbens) هو نوع من النباتات يتبع جنس سيف الأمازون من الفصيلة المزمارية.